# Marta e Maria Madalena
Marta e Maria Madalena (também conhecido com o título de Conversão de Madalena) é uma  pintura a óleo sobre tela do mestre italiano do Barroco Michelangelo Merisi da Caravaggio que está actualmente no Detroit Institute of Arts.
Os escritos dos Padres da Igreja, começando com Orígenes, estabeleceram Marta e Maria como representativas dos aspectos activos versus contemplativos da fé cristã. Esta distinção foi explicitada na arte por exemplo em Marta e Maria (em Galeria) de Bernardino Luini, que estava então na coleção Barberini em Roma e que era atribuída a Leonardo da Vinci. Caravaggio deve certamente ter tido conhecimento desta pintura.

## Descrição
A pintura mostra as irmãs Marta de Betânia e Maria que surgem no Novo Testamento. Marta está a converter Maria para vida de virtude em Cristo afastando-a da anterior vida de prazer. Marta com o rosto na sombra inclina-se para a frente, argumentando apaixonadamente com Maria, que gira uma flor de laranjeira entre os seus dedos enquanto segura um espelho, simbolizando a vaidade que está prestes a abandonar. O poder da imagem reside na expressão de Maria, captada no momento em que a conversão se inicia.
Uma mesa castanha finamente granulada em frente das irmãs exibe três objectos, dos quais um espelho veneziano é o mais óbvio. Reflete a mão de Madalena e uma janela retangular, para a qual aponta o seu dedo médio. Os outros dois objetos são um pente de marfim e um prato com uma esponja. O tipo de prato foi chamado de "sponzarol" pelos venezianos e, neste caso, é feito de alabastro.
Maria usa uma capa vermelho, a cor de Madalena, muito similar ao que Caravaggio empregou em Retrato de uma Cortesã (1597) e Santa Catarina, com uma blusa bordada semelhante à que vemos na sua Madalena Arrependida.

## Enquadramento
Marta e Maria foi pintado enquanto Caravaggio vivia no palácio do seu patrono, o cardeal Del Monte. podendo as suas pinturas para Del Monte dividir-se em dois grupos. Obras de tipo secular, como Os Músicos, O Tocador de alaúde, e Baco - todos apresentando meninos e jovens em cenas interiores um tanto claustrofóbicas; e pinturas religiosas como Descanso na Fuga para o Egito e São Francisco de Assis em Êxtase.
Nas pinturas religiosas estava um grupo de quatro obras que apresentavam sempre duas modelos femininas, juntas ou sozinhas. As modelos eram duas conhecidas cortesãs que frequentavam os palácios de Del Monte e de outros patronos de arte ricos e poderosos, sendo elas Anna Bianchini e Fillide Melandroni. Anna Bianchini apareceu primeiro como Madalena Arrependida de cerca de 1597. Fillide Melandroni apareceu numa obra secular, Retrato de uma Cortesã, pintada no mesmo ano para o amigo de Del Monte e parceiro no gosto pelas artes, o banqueiro Vincenzo Giustiniani. Em 1598 Caravaggio pintou Fillide novamente como Santa Catarina, capturando uma beleza cheia de inteligência e espírito. Em Marta e Maria as duas são apresentadas juntas, Fillide perfeitamente adaptada ao papel de Maria, Anna na figura mais apagada mas insistente de Marta.

## História
Marta e Maria Madalena é datado de 1598-99, quando Caravaggio fazia parte do círculo do cardeal Francesco Maria Del Monte. Pouco se sabe da história da obra desde a sua criação até 25 de Junho de 1971, quando os seus proprietários tentaram vendê-la em leilão na Christie's de Londres com uma base de licitação de 130.000 guinéus. A pintura não foi vendida, apesar da confiança na autoria da obra por Caravaggio pelo restaurador argentino Juan Corradini. Os estudiosos Benedict Nicolson e Mina Gregori concordaram mais tarde na atribuição da obra a Caravaggio, parecer que é actualmente generalizado. A obra foi adquirida pelo Detroit Institute of Art em 1973.
Julga-se que a pintura esteve originalmente na coleção de Ottavio Costa, patrono de Caravaggio. O testamento dele de 6 de agosto de 1606, refere uma pintura com a descrição e afirma que Riggerio Tritonio, secretário do Cardeal Montalto, deveria escolher entre Marta e Maria e um São Francisco. A pintura preterida deveria ser entregue a Giovanni Enríquez de Herrera um amigo e colega de Costa. Dado que o São Francisco apareceu mais tarde no inventário de Tritinio, supõe-se que Marta e Maria foi entregue a Herrera, provavelmente no final de 1606.
Giovanni Enriquez de Herrera morreu em 1610, sem deixar testamento, deixando assim aos seus quatro filhos a decisão sobre o destino das suas posses. Especula-se que a pintura tenha permanecido em Roma até à década de 1620, mas a única documentação acerca da sua proveniência posteriormente à família Herrera é um selo e inscrições na parte de trás da tela original com os nomes "Niccolò Panzani", "Emilia Panzani" e "Anna E. Panzani", mas esta família não foi até agora encontrada.
Desde a sua redescoberta, a sua influência tornou-se evidente, especialmente por se incluirem nas suas cópias, uma obra actualmente perdida de Carlo Saraceni e uma versão muito conhecida de Orazio Gentileschi, actualmente em Munique (ver em Galeria).
A pintura foi restaurada e investigada pelos cientistas do Detroit Institute of Arts. A análise dos pigmentos revelou os pigmentos habituais do período Barroco, tais como branco de chumbo, ocre e azurite.

## Galeria de obras referenciadas

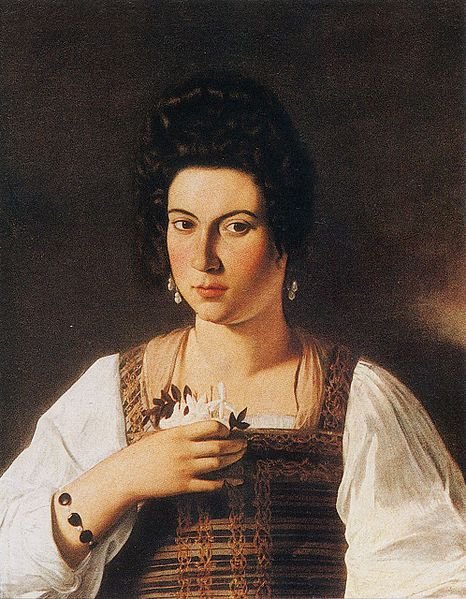
Retrato de uma Cortesã (Fillide Melandroni), destruida
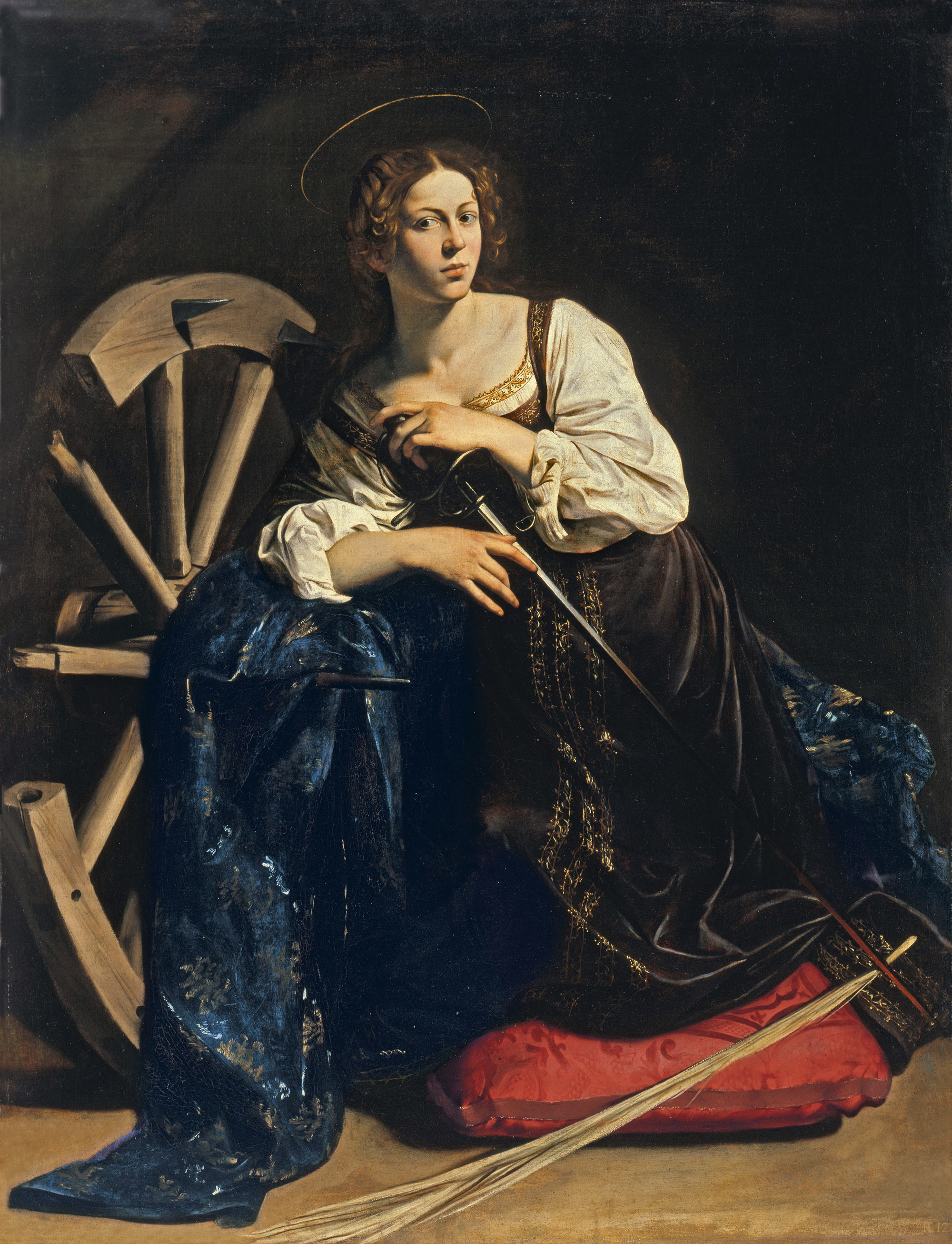
Santa Catarina de Alexandria, de Caravaggio no Museu Thyssen-Bornemisza
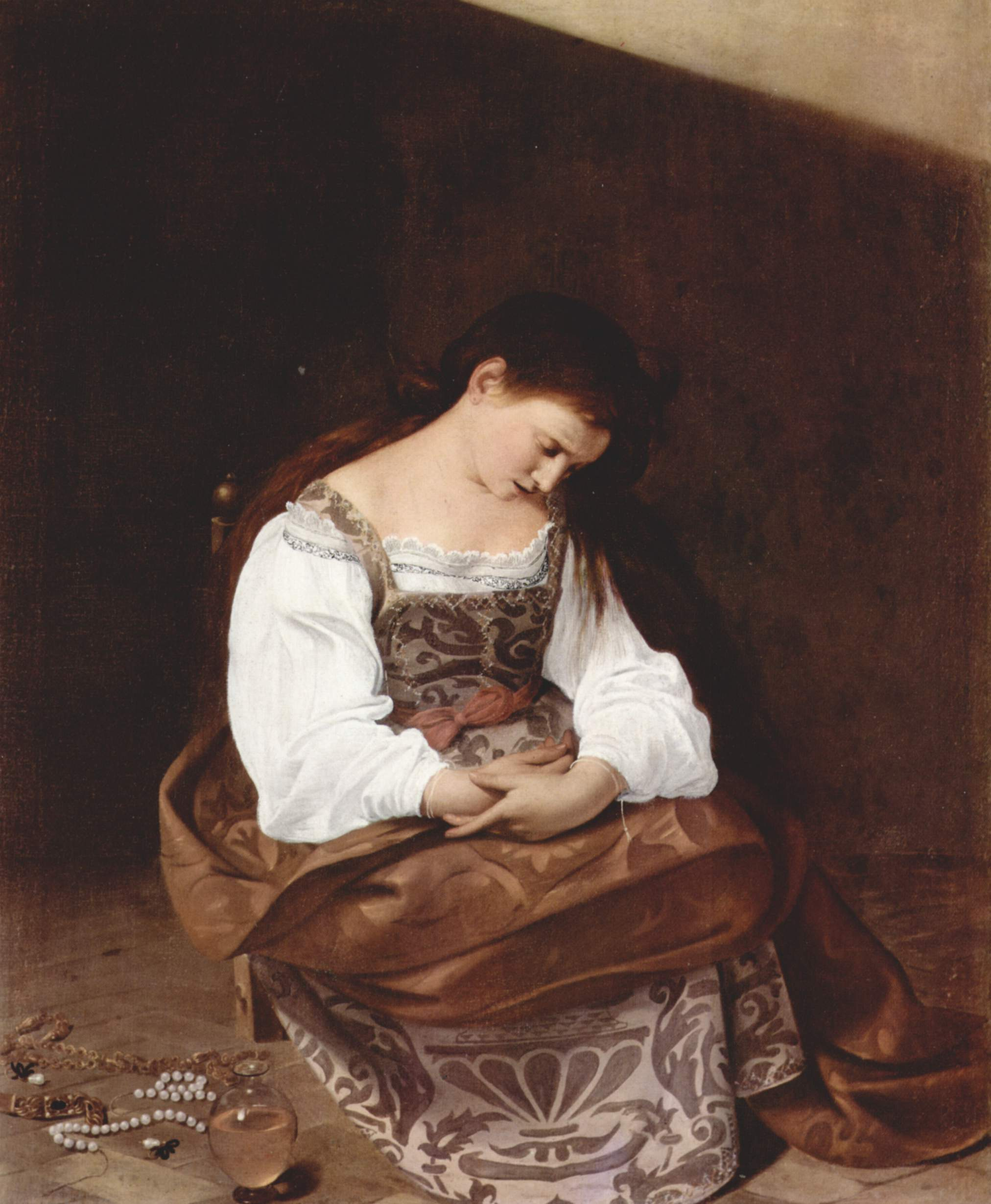
Madalena Arrependida, de Caravaggio, Galeria Doria Pamphilj, Rome
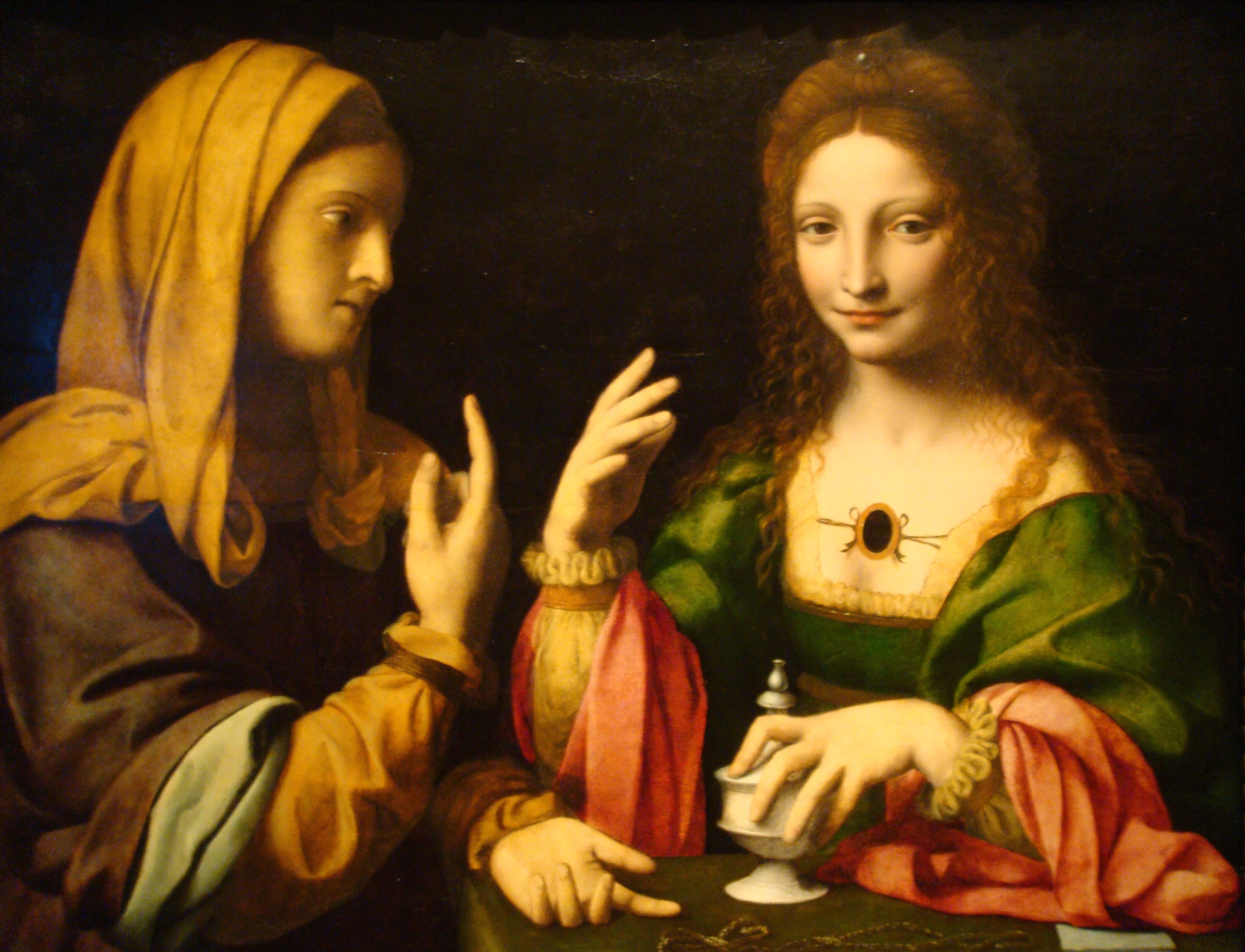
Marta e Maria (ca. 1520), de Bernardino Luini, Museu de Arte de San Diego, Califórnia
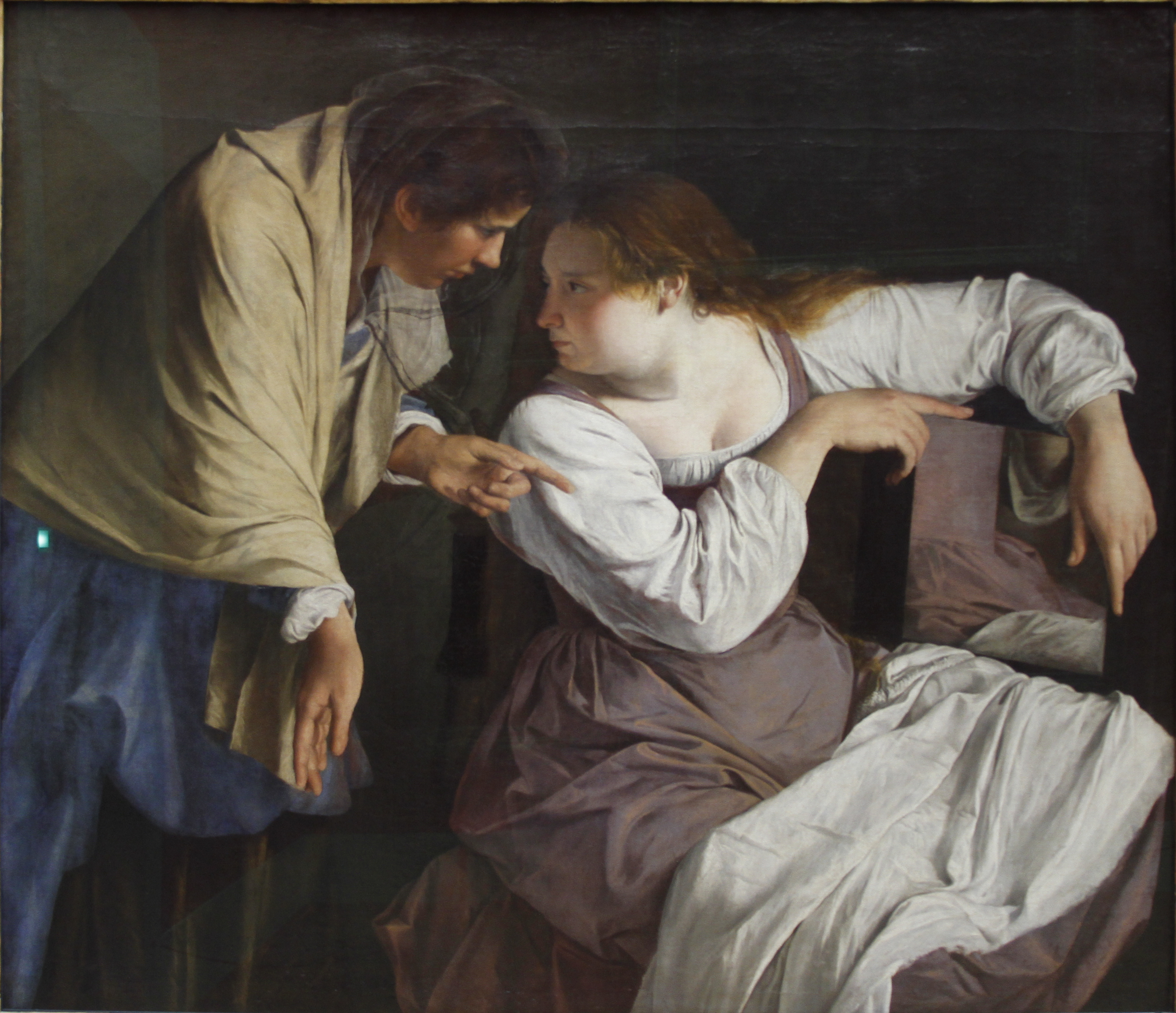
Marta e Maria (ca. 1620), Orazio Gentileschi, na Alte Pinakothek, Munique